# Галич Олександр Аркадійович
Олександр Аркадійович Галич (справжнє прізвище — Гінзбург; нар. 19 жовтня 1918, Катеринослав (нині — Дніпро) — пом. 15 грудня 1977, Париж, Франція) — радянський поет, сценарист, драматург українсько-єврейського походження, автор і виконавець власних пісень; політичний емігрант.

## Життєпис

Могила Олександра Галича в Сент-Женев'єв-де-Буа

Олександр Гінзбург народився 19 жовтня 1918 рік а в Катеринославі (нині Дніпро) в єврейській родині. Батько, Арон Самойлович Гінзбург, був економістом; мати, Фейга (Фані, Фаїна) Борисівна Векслер, працювала в консерваторії. Дід був педіатром; дядько — літературознавець Лев Самойлович Гінзбург (1879—1933). Жила сім'я в будинку № 74 по вулиці Козачій, зведеному в 1911 році силами самих мешканців (Катеринославським домобудівний суспільством, першим в місті житловим кооперативом). Молодший брат — кінооператор Валерій Гінзбург. У 1920 році сім'я Галича переїхала в Севастополь, а в 1923 році — в Москву. У Москві Галич закінчив школу 24 БОНО (нині № 1227).
Дід працював комендантом одної з будівель Кремля. Згодом, коли він потрапив під слідство, Галич давав хабар судді, щоб виручити діда .
До німецько-радянської війни вступив до Літературного інституту ім. О. М. Горького, потім навчався в Оперно-драматичній студії К. Станіславського, згодом — у Театрі-Студії О. Арбузова та В. Плучека (1939). Грав на сценах Грозненського Театру народної героїки та революційної сатири, в Ташкентському театрі В. Плучека, котрий виступав перед фронтовиками (був актором, драматургом, поетом, композитором). Написав п'єси для театру — «Вас викликає Таймир» (у співавторстві з К. Ісаєвим), «Шляхи, які ми обираємо», «Під щасливою зіркою», «Похідний марш», «За годину до світанку», «Чи багато людині треба», а також сценарії фільмів «Вірні друзі» (разом з К. Ісаєвим), «Дайте книгу скарг», «Третя молодість», «Та, що біжить по хвилях».
З кінця 1950-х починає складати пісні, виконуючи їх під власний акомпанемент на семиструнній гітарі. Відштовхуючись в якійсь мірі від романсової традиції та мистецтва Олександра Вертинського, Галич став першим з найяскравіших представників жанру совєтської авторської пісні (вже потім були Булат Окуджава, Володимир Висоцький та інші). З появою магнітофонів Галич набув величезної популярності, передусім серед широких кіл радянської інтелігенції. Він фактично сформував навіть не напрямок, а жанр.
Перші пісні — «Лєночка» (1959), «Про малярів, опалювача і теорію відносності», «Закон природи» (обидві 1962) та інші — різко контрастували з офіційно затвердженою КПРС радянською естетикою. Тому творчість Галича стрімко ставала антирадянською. І, зрештою, вельми благополучний радянський літератор перед самою прем'єрою його п'єси «Матроська Тиша», написаної для створюваного театру «Современник», отримав заборону: вже готову п'єсу заборонили до показу, заявивши автору, що він викривлено представляє роль євреїв у німецько-радянській війні. Цей епізод Галич потім описав у повісті «Генеральна репетиція».
Надалі його пісні ставали все більш глибокими та політично гострими, що призвело до поглиблення конфлікту з владою. Галичу заборонили давати публічні концерти. Його не друкували і не дозволяли випустити платівку, його ім'я вилучали з титрів фільмів, знятих за його сценаріями. По суті він став підпільним, «бобінним» виконавцем: його слухали вдома, його пісні передавали один одному в записах.
У 1971 році Олександр Галич був виключений зі Спілки письменників СРСР, членом якої він був з 1955 (цьому присвячена пісня «Від біди моєї пустякової»), а в 1972 році — зі Спілки кінематографістів СРСР, у якій перебував з 1958 року. Його наставники О. Арбузов та В. Плучек солідаризувалися з його гонителями. Фактично після цього Олександр Галич став ізгоєм і майже жебраком.
У 1974 Галича було «добровільно-примусово» вигнано за межі СРСР. Спочатку він оселився в Мюнхені, де працював на радіостанції «Свобода». Потім оселився в Парижі, де трагічно загинув 15 грудня 1977 р. від удару електричним струмом, коли під'єднував антену до щойно купленої стереосистеми. Існує також версія, що це було вбивство. Олександр Аркадійович похований у передмісті Парижа на цвинтарі Сент-Женев'єв-де-Буа.

## Вшанування пам'яті
На будинку, де народився й проживав у 1918-1920 Гінзбург, (м. Дніпро, вул. Старокозацька, 74), 7 грудня 2016 року було встановлено меморіальну дошку. Тоді ж уперше відбувся гала-концерт І фестивалю авторської пісні «Хмари».
До 100-річчя народження митця у Дніпрі було проведено триденний ІІІ фестиваль авторської пісні «Хмари» (участь у ньому взяли виконавці з України, Білорусі, Чехії, Ізраїлю та США), концерт «Великий секрет» та літературний вечір «Станція Галич. Літературні мостки».